# Сомов, Георгий Иванович
Георгий Иванович Сомов — советский хозяйственный, государственный и политический деятель.

## Биография
Родился в 1928 году в деревне Нижний Избылец. Член КПСС.
Окончил Горьковский политехнический институт.
До 1963 — мастер цеха КПП, начальник участка, механик ЦКПП моторного корпуса, заместитель начальника МЦ-1, секретарь партбюро Горьковского автозавода.
В 1963—1964 — второй секретарь Автозаводского райкома КПСС города Горького.
В 1964—1969 — начальник производства по МСК-6, заместитель управляющего ПНО, заместитель секретаря парткома, главный инженер ПНО Горьковского автозавода.
В 1969—1974 — секретарь парткома Горьковского автозавода.
В 1975—1983 — заместитель технического директора ПО «ГАЗ» по оборудованию, энергетике и технике безопасности.
В 1983—1987 — управляющий ПДСА Горьковского автозавода.
В 1987—1990 — заместитель директора по дизельному производству ГЗАМ ПО «ГАЗ».
Лауреат Государственной премии СССР (1970).
Делегат XXIV съезда КПСС.
Жил в Нижнем Новгороде.

## Награды
- Орден Трудового Красного Знамени (1971)
- Орден Дружбы народов (1982)